# Federico Baldissera Bartolomeo Corner
Federico  Baldissera Bartolomeo Corner parfois italianisé en Cornaro, (né à Venise, alors dans la république de Venise, le 16 novembre 1579, et mort à Rome le 5 juin 1653) est un cardinal italien du XVIIe siècle. Il est un fils du doge de Venise Giovanni Corner et un frère du doge Francesco Corner.
Federico Corner est un neveu du cardinal Francesco Cornaro, iuniore (1596) et un grand-neveu des cardinaux Alvise Corner (1551) et Federico Cornaro, seniore (1585). D'autres cardinaux de la famille Corner sont Marco Cornaro (1500), Francesco Cornaro, seniore (1527), Giorgio Cornaro (1697) et Giovanni Cornaro (1778).

## Repères biographiques
Corner étudie notamment à l'université de Pavie. Il est clerc de la chambre apostolique pendant le pontificat du pape Clément VIII , grand prieur de Chypre  et gouverneur de Civitavecchia.En 1623 il est nommé évêque de Bergame.
Corner est créé cardinal par le pape Urbain VIII lors du consistoire du 19 janvier 1626. La promotion cardinalice provoque une dispute politique à Venise, parce que la république interdit les nominations par les papes des fils des Doges. Le sénat approuve finalement la promotion, mais jamais les nominations d'évêque de Vicence et de Padoue. Le cardinal est transféré au diocèse de Vicence en 1626 et à Padoue en 1629. En 1631 il est promu patriarche de Venise. Cornaro est nommé camerlingue du Sacré Collège en 1639.
Corner participe au conclave de 1644 (élection d'Innocent X).